# Сент-Чарлз (Айова)
Сент-Чарлз (англ. St. Charles) — місто (англ. city) в США, в окрузі Медісон штату Айова. Населення — 640 осіб (2020).

## Географія
Сент-Чарлз розташований за координатами 41°17′17″ пн. ш. 93°48′27″ зх. д. / 41.28806° пн. ш. 93.80750° зх. д. (41.288082, -93.807492).  За даними Бюро перепису населення США в 2010 році місто мало площу 1,39 км², уся площа — суходіл.

## Демографія
Згідно з переписом 2010 року, у місті мешкали 653 особи в 258 домогосподарствах у складі 184 родин. Густота населення становила 469 осіб/км².  Було 270 помешкань (194/км²).
Расовий склад населення:
| - 97,1 % — білих - 1,7 % — чорних або афроамериканців |

До двох чи більше рас належало 1,2 %. Частка іспаномовних становила 1,5 % від усіх жителів.
За віковим діапазоном населення розподілялося таким чином: 28,9 % — особи молодші 18 років, 58,1 % — особи у віці 18—64 років, 13,0 % — особи у віці 65 років та старші. Медіана віку мешканця становила 35,9 року. На 100 осіб жіночої статі у місті припадало 97,3 чоловіків;  на 100 жінок у віці від 18 років та старших — 89,4 чоловіків також старших 18 років.
Середній дохід на одне домашнє господарство  становив 71 426 доларів США (медіана — 66 771), а середній дохід на одну сім'ю — 79 214 долари (медіана — 79 688). За межею бідності перебувало 6,4 % осіб, у тому числі 12,0 % дітей у віці до 18 років та 1,9 % осіб у віці 65 років та старших.
Цивільне працевлаштоване населення становило 400 осіб. Основні галузі зайнятості: освіта, охорона здоров'я та соціальна допомога — 19,3 %, фінанси, страхування та нерухомість — 17,3 %, роздрібна торгівля — 16,5 %.